# Мерсед (площадь)

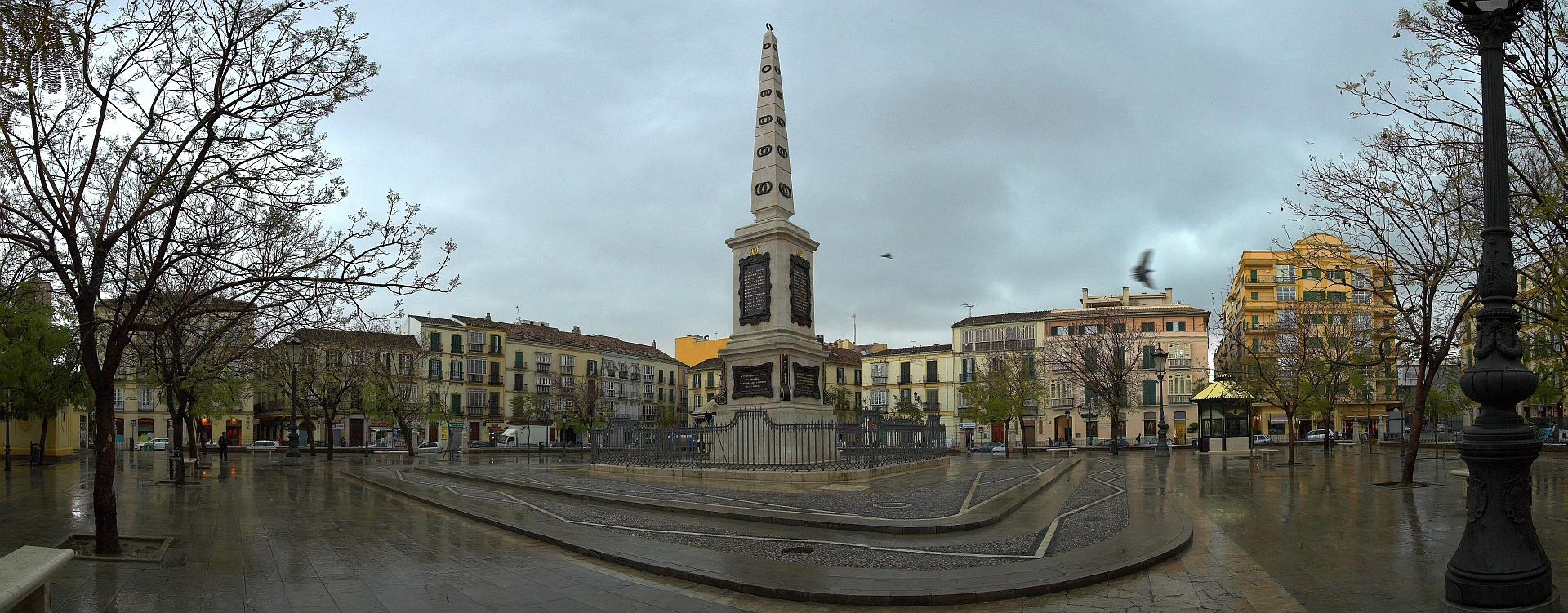
Площадь Мерсед с памятником генералу Торрихосу

Площадь Мерсе́д (исп. Plaza de la Merced) — площадь в центре Малаги, расположена в одноимённом квартале. Считается одной из основных площадей города, где проходят различные мероприятия и фестивали. На площади Мерсед находится дом, где родился Пикассо (ныне Дом-музей Пикассо и штаб-квартира Фонда Пикассо). С 2008 года о Пикассо также напоминает его скульптура работы Франсиско Лопеса Эрнандеса, установленная на площади недалеко от отчего дома художника. В центре площади установлен памятник генералу Торрихосу. На площади Мерсед в разное время также проживали генерал Рафаэль Риего-и-Нуньес, скульптор Фернандо Ортис, писатель Хуан Хосе Релосильяс, архитектор Херонимо Куэрво и художники Бернардо Феррандис и Энрике Бринкманн.